# تاريخ اليهود في اليابان

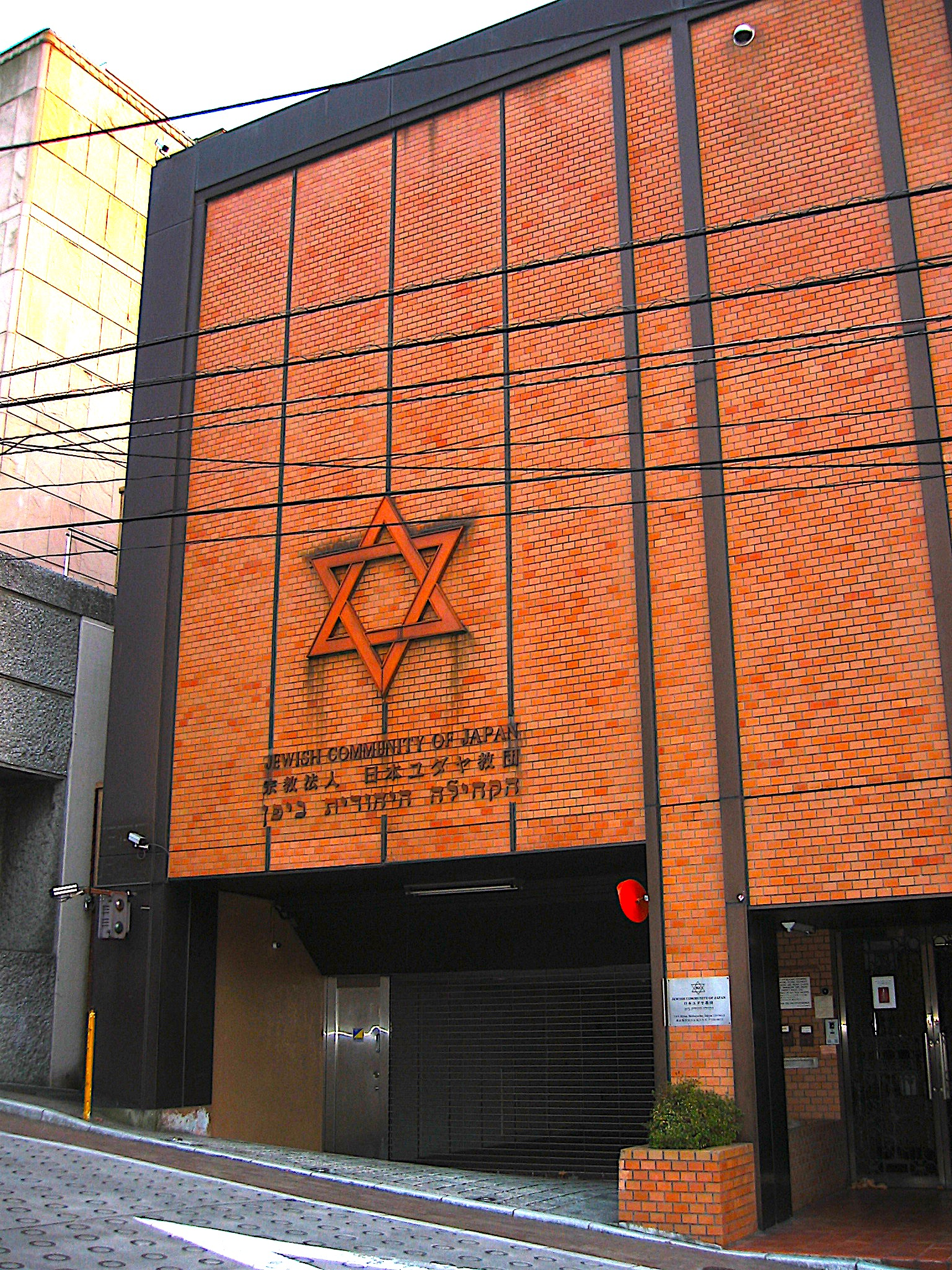
مركز الجالية اليهودية في اليابان

وُثق تاريخ وجود اليهود في اليابان في العصر الحديث، على الرغم من وجود تقاليد عديدة ترجع إلى عصور سابقة.

## تاريخ الوجود اليهودي في اليابان

### المستوطنات اليهودية الأولى في اليابان
في عام 1572، وصل اليهود الإسبان من نابولي –وهم الذين اعتنقوا المسيحية كي يهربوا من البلاد– إلى ناغاساكي عبر السفن السوداء التي انطلقت من ماكاو التابعة للبرتغال حينها –السفن السوداء هو الاسم الذي أطلق على السفن الغربية التي وصلت إلى اليابان بين القرنين السادس عشر والتاسع عشر. بقي أولئك اليهود في ناغاساكي، وارتدّ بعضهم إلى اليهودية، حتى أن البعض استعاد اسم عائلته الأصلي (أبرز هؤلاء من سبط اللاويين).
في عام 1586، تعرّض المجتمع اليهودي، المؤلف حينها مما لا يقل عن 3 عائلات مستقرة، إلى التهجير على يد قوات شيمازو. استقبل يهود سيتسو بعض اليهود المهجرين (في تلك الفترة، كان تعداد اليهود يزيد عن 130 فرد)، بينا بقيت أقلية من اليهود أو لاقت حتفها.

### مستوطنات اليهود في اليابان إبان فترة إيدو
بين عامي 1848 و1854، وفي مدينة ناها الواقعة ضمن مقاطعة ساتسوما آنذاك، استقر الطبيب اليهودي بريطاني الجنسية برنارد جان بيتلهايم مع عائلته. هناك لافتة في غوكوكوجي جينجا (ضمن مدينة ناها) ]غير واضح إن كانت اللافتة تحمل اسمه[.
في عام 1861، انتقل لاجئون يهود إلى ميناء ناغاساكي هربًا من أعمال الشغب الموجهة ضدهم في بولندا وروسيا، وشكل هؤلاء أول مجموعة من اليهود تصل إلى ناغاساكي بعد عام 1584 تقريبًا.
في عام 1867، دُفع بالمجتمع اليهودي في سيتسو إلى حافة الانقراض على مدار أسبوع واحد، فاختفوا بالكامل بعد إصلاح ميجي.
بحلول نهاية فترة إيدو، وتزامنًا مع وصول قائد البحرية الأمريكية ماثيو كالبرايث بيري عقب إبرام اتفاقية كاناغاوا وانتهاء سياسة «الباب المقفل» الخارجية التي اتبعتها اليابان، بدأت العائلات اليهودية استيطان اليابان. كان أول وصول موثق للمستوطنين اليهود عام 1861 عندما وصلوا إلى يوكوهاما. بحلول عام 1895، أسس المجتمع اليهودي، المؤلف حينها من نحو 50 عائلة، أول كنيس له في ميجي ضمن اليابان. لاحقًا، انتقل جزء من هذا المجتمع إلى مدينة كوبه عقب زلزال كانتو الكبير عام 1923.
تأسست مستوطنة يهودية مبكرة أيضًا في ثمانينيات القرن التاسع عشر في مدينة ناغاساكي، وهي مدينة ساحلية كبيرة تحوي ميناء فُتح للتجارة الخارجية على يد البرتغاليين. كان مجتمع ناغاساكي اليهودي أكبر من مثيله في يوكوهاما، وتألف من ما يزيد عن 100 عائلة. في تلك المدينة، أُنشئ كنيس بيت إسرائيل عام 1894. استمر نمو المستوطنة وبقيت نشطة حتى أصابها الانحدار في نهاية المطاف جراء الحرب الروسية اليابانية في أوائل القرن العشرين. نُقل سفر التوراة من يوكوهاما إلى يهود كوبه، وهي مجموعة من اليهود تشكلت من أسرى الحرب اليهود الروس المحررين الذين انخرطوا في جيش قيصر روسيا والثورة الروسية عام 1905.
منذ منتصف عشرينيات القرن الماضي وحتى الخمسينيات، كان مجتمع يهود كوبه أكبر مجتمع يهودي في اليابان، وتأسس على يد مئات اليهود القادمين من روسيا (تعود أصولهم إلى مدينة هاربين في منشوريا) والشرق الأوسط (تحديدًا العراق وسوريا)، بالإضافة إلى اليهود القادمين من دول أوروبا الوسطى والشرقية (ألمانيا بشكل رئيس). كان في المدينة كنيسين لليهود الأشكناز والسفارديم. خلال تلك الفترة، نما المجتمع اليهودي في طوكيو (التي أصبحت اليوم أكبر تجمع لليهود في اليابان) ببطء تزامنًا مع وصول اليهود من الولايات المتحدة وأوروبا الغربية وروسيا.

### استيطان اليهود في الإمبراطورية اليابانية
في عام 1905، وبحلول نهاية الحرب الروسية اليابانية، انقرض مجتمع اليهود في ناغاساكي. بينما تشكل مجتمع اليهود العراقيين في كوبه (نحو 40 عائلة عام 1941). عقب الثورة البلشفية في روسيا عام 1917، انفجر عداء السامية في اليابان، فألقى الكثيرون باللوم على اليهود معتبرين أنهم «جوهر» تلك الثورة.
اعتقد بعض القادة اليابانيين، مثل القبطان كوريشيغه إنوزوكا والعقيد نوريهيرو ياسوي والصناعي يوشيسوكه أيكاوا، أن بإمكان اليابان تسخير الاقتصاد اليهودي والسلطة السياسية عبر السيطرة على هجرة اليهود، وأن تلك السياسة ستضمن رضى الولايات المتحدة عبر التأثير على الشعب اليهودي في أمريكا. على الرغم من بذل جهودٍ لجذب الاستثمارات والهجرة اليهوديتين، كانت الخطة محدودة التأثير جراء عدم رغبة الحكومة اليابانية بتعارض سياستها مع حليفتها ألمانيا النازية. في نهاية المطاف، تُركت مهمة تمويل المستوطنات وتوفير المؤن للمستوطنين إلى المجتمع اليهودي العالمي، ففشلت الخطة في جذب تعداد سكاني كبير ومستديم، وفشلت أيضًا في توفير عائدات إستراتيجية لليابان مثلما توقع واضعوها. في عام 1937، غزت اليابان الصين، فأخبر السفير الياباني في فرنسا الطبقة الحاكمة في اليابان أن «اليهود البلوتوقراطيين الإنجليز والأمريكان والفرنسيين» في طليعة المعارضين للغزو.
في 6 ديسمبر عام 1938، اتخذ مجلس الوزراء الخمسة (وهو المجلس صاحب السلطة العليا في اتخاذ القرار والمؤلف من رئيس الوزراء فوميمارو كونويه ووزير الحرب سيشيرو إيتاجاكي ووزير البحرية ميتسوماسا يوناي ووزير الخارجية هاتشيرو أريتا ووزير المالية إكيدا شيغياكي) قرارًا بمنع طرد اليهود من اليابان. بعدما وقعت اليابان وألمانيا اتفاقية حلف مناهضة الكومنترن عام 1936 والاتفاق الثلاثي في سبتمبر عام 1940، كسبت معاداة السامية موطئ قدم رسمي في بعض دوائر الحكم ضمن طوكيو. في المقابل، واجه عامة الناس في اليابان حملة تشويه لسمعة اليهود، فنشأ تخيّل رائجٌ عن اليهود عُرف باسم يوداياكا، أو «الخطر اليهودي».
خلال الحرب العالمية الثانية، اعتُبرت اليابان بنظر البعض ملاذًا آمنًا لليهود من الهولوكوست، على الرغم من كونها إحدى دول المحور وحليفًا لألمانيا. لم يستطع اليهود الذين حاولوا الهرب من بولندا المحتلة عبور المناطق المحاصرة قرب الاتحاد السوفياتي والبحر المتوسط، فاضطروا إلى المرور بدولة ليتوانيا المحايدة (والتي كانت محتلة من قِبل الأطراف المتحاربة في يونيو عام 1940، بدءًا من الاتحاد السوفياتي ثم ألمانيا ثم الاتحاد السوفياتي مجددًا). من بين اليهود الذين وصلوا، أُرسل العديد منهم (نحو 5 آلاف شخص) إلى جزر المملكة الهولندية الكاريبية بعد حصولهم على تأشيرات سفر يابانية أصدرها الدبلوماسي الياباني تشيونه سوغيهارا، وهو الذي شغل منصب القنصل الياباني في ليتوانيا. تجاهل سوغيهارا الأوامر ومنح آلاف اليهود تأشيرات دخول إلى اليابان، مخاطرًا بمهنته لإنقاذ أكثر من 6 آلاف يهودي.
يُقال إن سوغيهارا تعاون مع المخابرات البولندية، كجزءٍ من خطة تعاونية أكبر بين اليابان وبولندا. تمكّن اليهود من الهرب على طول حدود روسيا الشاسعة عبر القطار من فلاديفوستوك، ثم عبر القارب إلى كوبه في اليابان. وصل اللاجئون –عددهم 2185– إلى اليابان منذ شهر أغسطس عام 1940 وحتى شهر يونيو من عام 1941. تمكن تاديوش رومر، سفير بولندا في طوكيو، من الحصول على تأشيرات ترانزيت في اليابان، وتأشيرات لجوء في كندا وأستراليا ونيوزيلندا وبورما، وشهادات هجرة إلى فلسطين، وتأشيرات هجرة إلى الولايات المتحدة وبعض دول أمريكا اللاتينية.
سُمح لمعظم اليهود بالانتقال من اليابان إلى غيتو اليهود في شنغهاي، الصين، وشُجعوا على ذلك أيضًا، فكانت شنغهاي حينها خاضعة للاحتلال الياباني خلال فترة الحرب العالمية الثانية. في نهاية المطاف، وصل تاديوش رومر إلى شنغهاي في الأول من نوفمبر عام 1941، واستمر بالعمل لصالح اللاجئين اليهود.

## اليهود واليهودية في اليابان الحديثة
غادر جزء كبير من اليهود القلائل الموجودين في اليابان إلى إسرائيل بعد الحرب العالمية الثانية. بقي بعض اليهود المرتبطين بالمجتمع الياباني، واندمجوا بشكل جيد فيه.
تعيش عدّة مئات من العائلات اليهودية في طوكيو في الوقت الحاضر، وأقل من ذلك بكثير في كوبه وما حولها. يعيش عدد صغير من المهاجرين اليهود من بلدان أخرى في اليابان، غالبًا ما يقيمون بشكل مؤقت لأغراض متنوعة كالعمل، أو البحث، أو لقضاء سنة مستقطعة للاستراحة، أو لأغراض أخرى عديدة مثلًا.
يخدم العديد من الأعضاء اليهود في القوات المسلحة الأمريكية في أوكيناوا، وفي القواعد العسكرية الأمريكية الأخرى في جميع أنحاء اليابان. يوجد كنيس يهودي في معسكر فوستر في أوكيناوا، مارست الجالية اليهودية في أوكيناوا طقوسًا دينية فيه منذ الثمانينيات. يحظى الحاخامات في أوكيناوا بمكانة ووجود مهم، إذ خدموا كقساوسة عسكريين على مدى العقود الأربعة الماضية.
يوجد مراكز مجتمعية تخدم الجاليات اليهودية في طوكيو وكوبه. تمتلك منظمة حركة حباد مركزين رسميين في طوكيو وفي كوبه، بالإضافة إلى مقرّ إضافي لحركة حباد يديره الحاخام يهزكيل بينيومين إيديري.
فيما يتعلق بالجانب الثقافي من حياة اليهود في اليابان، يزور كل عام مئات -إن لم يكن آلاف- اليهود متحف تشيونه سوغيهارا التذكاري في ياوتسو في محافظة جيفو وسط اليابان. يعتبر ضريح تشيونه سوغيهارا في كاماكورا من الأماكن ذات المكانة العليا عند الزوار اليهود. يُعتقد أن سوغيهارا قد أنقذ حياة حوالي 6000 يهودي، عن طريق منحهم تأشيرات سفر إلى اليابان، عندما فروا عبر روسيا إلى فلاديفوستوك ثم اليابان هربًا من معسكرات الاعتقال. ويزور العديد من اليهود مدينة تاكاياما في نفس المقاطعة.